# Mert Nobre
Mert Nobre, de son vrai nom Márcio Ferreira Perreira Nobre (né le 6 novembre 1980 à Jateí), est un footballeur brésilien naturalisé turc, évoluant au poste d'attaquant.
Depuis la saison 2006-07, il joue au club de Beşiktaş JK. Le montant du transfert est évalué à 1,8 million d'euros. En août 2006, il a pris la nationalité turque.
À partir de 2008, il pourra jouer avec la sélection nationale turque. Il a aussi inscrit 7 buts face au club de Galatasaray SK, 4 avec Fenerbahçe SK et 3 avec Beşiktaş JK.

## Palmarès
- Champion de Turquie 2005 avec le Fenerbahçe
- Coupe de Turquie de football en 2009 avec Beşiktaş JK[1]
- Championnat de Turquie de football en 2008-2009 avec Beşiktaş JK[2]